# شاه‌بوف اسوالدوی
شاه‌بوف اسوالدی (نام علمی: Bubo osvaldoi) که همچنین به عنوان جغد شاخدار کوبایی شناخته می‌شود، گونه‌ای منقرض‌شده از جغد شاخدار از پلیستوسن در کوبا است.
این گونه توسط اسکار آردوندو و استورز ال. اولسون در سال ۱۹۹۴ از سه استخوان یافت‌شده در غاری در رشته‌کوه Guaniguanico در پینار دل ریو توصیف شد. تجزیه و تحلیل اینها نشان می‌دهد که این گونه از هر جغد کنونی بزرگ‌تر بوده است.